# ماتيلد من بافاريا
ماتيلد من بافاريا (بعد. 21 يونيو 1313 - 2 يوليو 1346)؛ هي مارغرافين مايسن القرينة بزواجها من فريدرخ الثاني مارغريف مايسن.
ماتيلد هي الابنة الكبرى لـ لودفيغ الرابع إمبراطور الروماني المقدس وزوجته الأولى بياتريس من سيليزيا، شمل أشقائها لودفيغ الخامس البراندنبورغي وستيفن الثاني دوق بافاريا السفلى، قبل بلوغها العاشرة توفيت والدتها في 1322، وبعد عامين في 1324 تزوج والدها من مارغريت من هينو وأنجبت له عشرة أشقاء بما في لودفيغ السادس الروماني وفيلهلم الأول وأوتو الخامس وألبرشت الأول وبياتريس ملكة السويد.

## الزواج والذرية
تزوجت ماتيلد في مايو 1323 بـ نورنبرغ من فريدرخ الثاني مارغريف ميسن ، ابن فريدريك الأول، وأنجبت له 9 أبناء:
- إليزابيث (22 نوفمبر 1329 - 21 أبريل 1375)؛ تزوجت من فريدرخ الخامس بورغريف نورنبيرغ، لهم ذرية بما في ذلك فريدرخ الأول ناخب براندنبورغ.
- فريدرخ (1330)
- فريدرخ الثالث لاندغراف تورينغيا (14 ديسمبر 1332 - 21 مايو 1381)؛ هو والد فريدرخ الأول ناخب ساكسونيا.
- بالتازار لاندغراف تورينغيا (21 ديسمبر 1336 - 18 مايو 1406).
- بياتريكس (1 سبتمبر 1339 - 15 يوليو 1399)؛ راهبة.
- لودفيغ (25 فبراير 1340 - 17 فبراير 1382)؛ أسقف بامبرغ.
- فيلهلم مارغريف مايسن (19 ديسمبر 1343 - 9 فبراير 1407).
- آن (7 أغسطس 1345 - 22 مارس 1363)؛ راهبة.
- كلارا (من مواليد 7 أغسطس 1345)

من بين تسعة أطفال ولدوا لفريدرخ وماتيلد، وصل منهم ستة إلى سن البلوغ، لم يتمكن ماتيلد وفريدرخ من رؤية أي من أطفالهما يعيشون حتى سن الرشد، بحيث توفيت ماتيلد بـ مايسن في 2 يوليو 1346 عن عمر يناهز ثلاثة وثلاثين عامًا. إما زوجها توفي بعد ثلاث سنوات في عام 1349 عن عمر يناهز الثامنة والثلاثين عاماً.